# Il principe delle donne
Il principe delle donne (Boomerang) è un film del 1992 diretto da Reginald Hudlin e interpretato da Eddie Murphy nel ruolo di Marcus Graham, un dirigente pubblicitario e "pezzo grosso" donnaiolo e maschilista. Quando incontra il suo nuovo capo, Jacqueline Broyer (Robin Givens), Marcus scopre che lei è essenzialmente la versione femminile di sé stesso, e si rende conto che da lei sta ricevendo lo stesso trattamento che egli offre alle altre donne.
Il film è inoltre interpretato da Halle Berry, David Alan Grier e Martin Lawrence.
Murphy ha aiutato a sviluppare la storia con gli scrittori Barry W. Blaustein e David Sheffield, avendo lavorato con il duo di scrittori fin dai tempi di Saturday Night Live, incaricando per la regia Hudlin, dopo il suo successo con il suo film di debutto  House Party (1990). Hudlin e gli scrittori hanno cercato di creare una commedia romantica che differiva fortemente da precedenti tentativi comici di Murphy. Le riprese si sono svolte principalmente a New York, mentre altre scene sono state girate a Washington.
Uscito negli Stati Uniti il 1º luglio del 1992, Il principe delle donne ha ricevuto recensioni contrastanti da parte della critica cinematografica. Tuttavia, il film è stato un successo commerciale, posizionandosi al 18º posto tra i film campioni di incassi in Nord America di quell'anno. Inoltre ha guadagnato oltre 131 milioni di dollari in tutto il mondo durante la sua trasposizione teatrale. Inoltre ha ottenuto le nomination ai BMI Film & TV Awards e al MTV Movie Awards, mentre la sua colonna sonora divenne l'album più venduto.

## Trama
Marcus Graham lavora come dirigente alla Chantress: nel frattempo si è guadagnato la reputazione di "uomo delle signore", come dice il suo assistente, per il fatto che invia una rosa a nove donne diverse, ognuna delle quali contiene un bigliettino con la frase «Penso solo a te». Inoltre, di rado trascorre più di una notte con la stessa donna e ripete ai suoi amici di essere alla ricerca della donna perfetta, sia fisicamente che intellettualmente. Quando entra nel suo ufficio, Nelson, una delle menti creative anche nel reparto di Marcus, mostra un promo realizzato per la pubblicità di un prodotto di make up. Marcus considera il lavoro di Nelson molto creativo ma anche eccessivamente osé e apertamente sessuale con il suo stile, chiedendogli di modificare lo spot, perché potrebbe risultare offensivo per le donne. Nelson accetta con riluttanza e se ne va.
Il giorno dopo Marcus incontra Lady Eloise, il futuro capo della società per via dell'acquisizione della Chantress in una fusione aziendale. Lei suggerisce a Marcus che può essere promosso a capo del dipartimento di marketing e lo invita a casa sua per la cena quella stessa sera. Marcus si rende conto che la donna intende andare a letto con lui e, pensando alla promozione, va fino in fondo passandovi tutta la notte insieme. Il giorno dopo, al lavoro, incontra Jacqueline Broyer, una bella donna, la quale riferisce a Marcus che Lady Eloise non ha alcun ruolo decisionale in azienda da circa 15 anni ma che tuttavia usa la sua immagine a proprio vantaggio. Marcus si rende conto che a Jacqueline sta per essere dato il lavoro che voleva e diventerà presto il suo capo. Alla festa che si tiene per la fusione delle società, Marcus dice ai suoi amici Tyler e Gerard che sta pensando di dimettersi in quanto non verrà promosso ma, anzi, non sarà neanche più dirigente considerato che quel posto andrà a Jacqueline. Durante la festa, Jacqueline lo presenta ad Angela Lewis, che lavora nel reparto artistico, dicendo ai due che dovranno collaborare insieme. Inoltre, durante la festa, viene introdotta Strangé, la selvaggia diva della moda che è stata scelta come la nuova testimonial della Lady Eloise Cosmetics. Mentre cerca Jacqueline, Marcus urta Angela e si sofferma a parlare con lei, ma appena vede Jacqueline, presenta Angela a Gerard in modo che possa andare tranquillamente via. Nel tentativo di corteggiarla, Jacqueline gli dice che di solito non intavola relazioni con i suoi collaboratori; Marcus, però, crede ancora nelle sue qualità di seduttore avendo notato degli atteggiamenti civettuoli nei suoi confronti.
Qualche tempo dopo, in ufficio, Jacqueline dice a Marcus che dovrebbero rimanere a lavorare insieme oltre l'orario di lavoro, così egli la invita a farlo a casa sua durante una cena e lei accetta. Marcus scopre anche che Angela e Gerard usciranno la stessa sera, tant'è che entrambe le coppie si incontrano e, per ironia della sorte, Gerard, che non ha lo stesso successo con le donne come Marcus, finisce per trascorrere insieme ad Angela la serata migliore, mentre Jacqueline e Marcus restano a cenare davanti alla TV a guardare i Chicago Bulls, cosa che non dà modo ai due di stabilire alcun tipo di affinità chimica. Più tardi vengono inviati in viaggio d'affari a New Orleans dove finalmente trascorreranno una notte travolgente.
Marcus ritiene Jacqueline la donna perfetta che ha sempre cercato e presuppone che lui e Jacqueline sono ormai una coppia, ma rimane piuttosto scioccato nello scoprire che la donna in realtà non se la sente e che dovrebbero prendere la cosa con molta leggerezza, dato che non è così entusiasta della loro relazione al contrario di lui. Mentre lui si sente innamorato, non capisce come lei possa essere così superficiale nel considerare i suoi sentimenti. Inoltre Marcus scopre anche che Jacqueline ha raccontato alcuni loro particolari piccanti e lui le chiede di prendersi una pausa di qualche tempo; Jacqueline ha però l'ultima parola quando gli dice senza mezzi termini che tra loro "è finita". Affranto per la loro rottura, l'etica lavorativa di Marcus inizia a vacillare e, dopo il disastro per un promo pubblicitario offensivo proposto da Nelson (al quale ha dato campo libero per la creazione del progetto pubblicitario), Jacqueline decide, in luogo del licenziamento, di dargli un paio di settimane di vacanza dal lavoro per cercare di sistemare un po' le cose.
Durante questo tempo, Marcus inizia a uscire con Angela, che cerca di aiutarlo a tirarsi su, organizzando a casa sua la cena del Ringraziamento e invitando Tyler, Gerard e i suoi moderni genitori. Mentre cenano, Angela e Gerard dicono ai genitori di lui che non sono fidanzati, tanto che il padre s'incupisce. Quando tutti gli invitati se ne vanno, rimangono Marcus e Angela a ripulire, e, successivamente, si addormentano distrutti sul divano insieme. Quando si svegliano, i due iniziano a baciarsi e Angela rimane a casa di Marcus a dormire.
Il giorno dopo, durante il solito appuntamento giornaliero con Gerard e Tyler, Marcus fa capire a quest'ultimo che lui e Angela si stanno frequentando, cosa che lo sconvolge, conoscendolo per l'atteggiamento che Marcus usa spesso con le donne. Dice chiaramente che questi non merita di uscire con una ragazza come Angela, ritenendola una brava donna e che lui finirà con l'usarla come ha fatto con tutte le altre.
Marcus, ora molto più rilassato e sicuro di sé, appare nuovamente molto interessante per Jacqueline e, non avendo del tutto accantonato i suoi sentimenti per lei, i due finiscono nuovamente a letto insieme, ma il giorno dopo si trova a dover fare i conti con Angela, la quale aveva già intuito tutto. Sconvolta dal fatto che Marcus tenti di farsi passare per vittima, Angela lo lascia in un impeto di rabbia. A quel punto Marcus, seppur affranto, torna da Jacqueline, rendendosi poi conto che non prova più niente verso di lei ma che è innamorato di Angela, per cui, dopo aver chiarito con Gerard e dopo essersi riappacificati, scopre dall'amico che Angela si è licenziata dalla Chantress e ha ottenuto una promozione in una società che sta lavorando per la Chantress. Il giorno dopo va a trovare Angela al suo nuovo lavoro e, seppur in un primo momento lei si mostri molto fredda nei suoi confronti, finalmente lo perdona e i due tornano insieme.

## Produzione

### Sviluppo
Eddie Murphy ebbe l'idea originale per il film in team con gli scrittori Barry Blaustein e David Sheffield nonché di alcuni suoi collaboratori al Saturday Night Live. Dopo la prima stesura della sceneggiatura, ricevette il semaforo verde per il progetto e offrì la regia a Reginald Hudlin, che in precedenza aveva trovato il successo commerciale e di critica già al debutto con il suo film House Party.
L'intenzione era di dare a Murphy il personaggio Marcus Graham con un fresco stile sofisticato. "Così di solito quando si tratta di persone di colore, o devi avere successo ed essere un uomo d'affari astuto, oppure sei alla moda, ma non si è mai entrambi", dichiarò Hudlin. "E uno dei motivi per cui il film ha avuto tale popolarità duratura è perché, il personaggio è al tempo stesso le due cose. Lui assomiglia di più, nel modo, a Grant Cary nella persona di affari". Il cast provò per due settimane prima dell'inizio delle riprese per creare un maggior senso di squadra tra i membri.
La scena in cui Marcus cambia idea mentre è a letto con Jacqueline è stata una riscrittura della sceneggiatura. Secondo Hudlin, nel progetto originale, il personaggio di Marcus "non avrebbe dovuto decidere nulla, le cose sono decise per lui per diverse donne. Così, abbiamo finalmente capito che doveva fare una scelta decisa ed affermativa. Passando attraverso la scrittura con un mio amico, ne abbiamo parlato, e il mio amico mi ha detto 'guarda, ha avuto modo di prendere una decisione. ' E io ho detto, ' hai ragione! Ha avuto modo di rifiutare lei, e scegliere l'altra!'"

### Cast

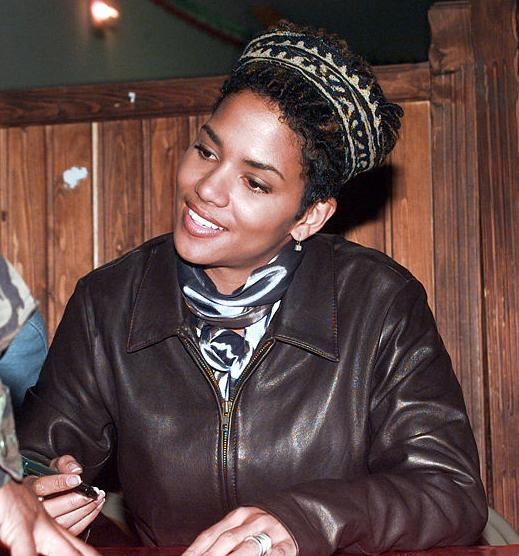
Halle Berry chiamata ad interpretare Angela

Hudlin capì subito di volere Halle Berry per il ruolo di Angela dopo avere letto il copione mentre non era affatto sicuro che Murphy l'avrebbe gradita. La Berry era apparsa in un paio di film prima di essere inserita in "Boomerang". Tuttavia, dopo il provino della Berry, Murphy ne fu pienamente convinto. I dirigenti della Paramount Pictures erano perplessi riguardo all'aver concesso a Robin Givens un ruolo così importante a causa delle antipatie del pubblico nei suoi confronti nonché della sua passata relazione con Mike Tyson. Hudlin, tuttavia, riteneva che il personaggio le fosse adatto e che sarebbe stata una vera e propria sfida per la crescente fama di donnaiolo che Eddie Murphy si stava guadagnando.
David Alan Grier e Martin Lawrence furono scelti per le parti dei migliori amici di Murphy nel film. A quel tempo, Grier era ben noto per lo show In Living Color. Su di lui, Hudlin dichiarò: "Penso che sia un genio assolutamente sottovalutato e che possa stare al livello di un divertente Steve Martin, ed è un peccato che non ci sia più gente a usare la sua comicità innata, è assolutamente brillante". Lawrence, invece fu inserito nel cast dopo il lavoro con Hudlin in House Party, il suo primo ruolo importante in un film. Bebe Drake - Massey e John Witherspoon avevano recitato in un paio di ruoli in House Party e furono riuniti per il film, questa volta interpretando i personaggi dei genitori di Gerard. Anche Tisha Campbell aveva già lavorato con Hudlin in House Party e fu ingaggiata per il ruolo della vicina di casa di Marcus, antipatica e un po' ossessiva. Sul set, Hudlin si dimostrò entusiasta di Campbell e Lawrence fino al punto che Murphy gli suggerì di utilizzarli per un altro film. Lawrence, che all'epoca stava sviluppando il proprio show televisivo, sentì i due attori conversare e decise a sua volta di lanciare la Campbell nel ruolo di Gina, prima sua fidanzata e poi moglie, nella sitcom Martin.
Grace Jones fu proposta in un ruolo essenzialmente impostato come una parodia di se stessa. Della sua etica lavorativa, Hudlin disse che si impegnava al 100% e che avrebbe fatto la cosa più folle in assoluto in ogni momento.
Eartha Kitt, invece, fu la persona più difficile da scritturare, dato che si era sentita un po' offesa dall'impostazione di Cougar wife del suo personaggio nella sceneggiatura originale. Alla fine, però, accettò la parte dopo l'eliminazione o la modifica dal copione di molte delle battute di cattivo gusto. Hudlin dichiarò che era stato bello lavorare con lei e che era entrata perfettamente nella parte con grande divertimento.
Lela Rochon, nota per il ruolo nel film del 1989 Harlem Nights di Murphy, ebbe una piccola parte ne Il principe delle donne. A Chris Rock, che era un pupillo di Murphy, e aveva recitato in piccoli ruoli in alcuni altri film del momento, fu ugualmente assegnata una piccola parte, mentre il ruolo del maggiordomo di Lady Eloise fu interpretato da Jonathan Hicks, un amico del regista che dovette sostituire un altro attore ammalatosi all'ultimo minuto. Hicks era un reporter per il New York Times, non un attore, e accettò il ruolo a titolo di amicizia.
Nel cast, inoltre, nella parte del creativo pubblicitario compare Geoffrey Holder, già famoso per l'iconico ruolo di Baron Samedi in Vivi e lascia morire. Curiosamente, ne Il principe delle donne sono presenti ben tre attori scritturati per i film della saga di 007: oltre all'appena citato Holder, Grace Jones era comparsa in 007 - Bersaglio mobile mentre Halle Berry dieci anni più tardi reciterà con successo in La morte può attendere.

### Riprese
La maggior parte del film è stata girata a New York, durante la stagione invernale. Anche se faceva molto freddo, il direttore disse che era ancora "ottimo per essere effettivamente in città e ottenere l'autentico 'sapore' di New York". Buona parte del film è stata fatta sul posto. Gli interni che hanno avuto luogo sul 'posto di lavoro di Marcus' sono state girate nel vecchio edificio della Univision, che, per l'occasione, era stato ridipinto dalla produzione. La scena in camera da letto di Lady Eloise è stata girata nel Park Plaza Hotel, in una suite personalmente ridisegnata da Ivana Trump, che rappresenta il suo stile unico.
Sebbene il regista Hudlin era disposto a lasciare che i suoi attori improvvisassero, ha fatto comunque in modo di rimanere nelle regole di copione, in modo che le battute non portassero a nulla. Ha spiegato che, una volta che gli attori "si accorgono che qualcuno dirà loro se qualcosa non funziona, o che ci stiamo allontanando dal copione, poi si sentono di fare quello che fanno. Quindi, questo è stato l'equilibrio che ci ha colpito".
La produzione ha fatto un ottimo lavoro e, come previsto, con così tanti attori comici e personaggi, il tutto è stato era molto vivace. Durante la produzione, Hudlin ha detto che ogni volta che David Alan Grier e Martin Lawrence recitavano, la troupe del film di solito ha lavorato un po' più lentamente, perché ovunque fossero, non ci sarebbe stata tanta commedia spontanea ed erano così divertenti che tutti i passanti volevano vederli lavorare, rimanendo appesi fuori dal set dov'erano tutto il giorno. Nella scena in cui il nuovo profumo è stato presentato a Strangé, il regista ha detto che "quello che Grace Jones stava facendo sul set durante le riprese era così divertente che mi ricordo Halle Berry piangere, durante le riprese, mentre era fuori campo, anche perché lei stava cercando di mantenere una faccia seria, ma ci riusciva. Così, ogni volta che lei era fuori inquadratura, si sarebbe proprio letteralmente messa a piangere dalle risate. Per fortuna, per la sua emotività, è stata in grado di recuperare la serietà".
Una scena ulteriore, nella quale la Jones si è tolta il vestito a catena di metallo e viene portata fuori dai metal detector e fatta camminare nuda attraverso di loro, è stata girata all'Aeroporto di Newark. Tuttavia, i realizzatori hanno ritenuto che fosse una scena troppo scioccante, al punto che l'hanno rigettata, usandola solo nella piccola clip in fase di approvazione per il profumo commerciale.
La scena alla fine della pellicola, in cui Grier, Lawrence e Murphy si abbracciano davanti all'Empire State Building è stato girato verso l'una o le due del mattino, quando le luci sono di solito spente. Se i realizzatori le avessero fatte spegnere per l'occasione, avrebbero dovuto pagare dai 40.000 ai 60.000 US$; invece Hudlin aveva i tre abbracciati, mentre le luci sono state poi spente come al solito. In fase di montaggio, è stato semplicemente invertito il filmato, per farlo apparire come se le luci fossero accese. I realizzatori hanno anche pensato alla fine del film, a questo punto, decidendo invece di andare con Marcus per tentare di riconquistare l'affetto di Angela. Per questo venne girato anche un finale alternativo, in cui Angela sta insegnando i bambini a scuola e in quel momento arriva Marcus che parla con lei e casualmente la colpisce alla schiena; ma i registi pensarono che fosse scontato e poco interessante, per cui, alla fine, venne scelta la versione iniziale.
Verso la fine della produzione, alcune scene che dovevano ancora essere girate, vennero realizzate a Washington, dove Murphy interpretò anche Il distinto gentiluomo. In origine, alcune scene del film dovevano aver luogo nei Caraibi, dove avrebbero dovuto essere girate. Tuttavia, l'impostazione venne cambiata in favore di New Orleans, ma le scene che si svolgono lì sono state comunque girate a Washington.

### Musiche
Marcus Miller ha prodotto la colonna sonora originale del film, mentre Antony Reid e Kenneth Edmonds hanno lavorato alla colonna sonora. Inoltre ha fatto il suo debutto Toni Braxton. La colonna sonora ha raggiunto la quarta posizione nella Billboard 200, e la prima posizione nella "R & B / Hip -Hop chart Top Albums".

## Accoglienza

### Botteghino
Nel suo weekend di apertura, il film ha guadagnato 13 640 706 dollari, e la terza posizione al botteghino. Si è anche classificato terzo nei due successivi fine settimana. Alla fine, il film ha incassato più di 70 milioni di dollari nei soli Stati Uniti, e 61 milioni di dollari al di fuori degli Stati Uniti, per un totale di $ 131 052 444. In sostanza è stato il 18° film di maggiore incasso negli Stati Uniti nel 1992.

### Critica
Il film ha ricevuto recensioni generalmente contrastanti. Reginald Hudlin, al riguardo, ha precisato che le critiche erano anche dovute allo scenario dirigenziale rappresentato nel film, considerato "inverosimile" o peggio "fantascientifico", in quanto composto per lo più da persone di colore piuttosto che caucasiche: 
C'era una scellerata recensione del film che racchiudeva in sé l'ignoranza di diversi critici. La pellicola era definita un "film fantascientifico", in quanto quei critici non conoscevano nessuna società affermata afroamericana. Forse non conoscevano Johnson Products, Johnson Publishing, Burrell Advertising, UniWorld Advertising o qualsiasi studio legale di colore ... Oppure erano semplicemente degli ignoranti, che cercavano di far passare la loro ignoranza per umorismo.
Da AllMovie, è stato valutato due stelle e mezzo, giudicato "squilibrato" e "irregolare".; Metacritic ha scritto che ha ricevuto in media un punteggio del 45% da parte della critica.; sulla base di 29 recensioni, il film è stato valutato al 38 % da parte della critica su Rotten Tomatoes dal critico cinematografico Roger Ebert che ha dato al film e il suo cast delle recensioni positive, definendolo " prevedibile ma divertente lo stesso". Nel 2005, il film è stato classificato al numero 21 su BET Top Film 25 nella lista dei film degli ultimi 25 anni.

### Premi e nomination
- 1993 BMI Film & TV Awards
- Canzone più eseguita da un film: Antonio "L.A." Reid, Daryl Simmons, e Kenneth "Babyface" Edmonds per End of the Road (vincitore)
- 1993 MTV Movie Awards
- Miglior Performance Breakthrough: Halle Berry (nomination)
- Miglior performance comica: Eddie Murphy (nomination)
- Miglior canzone del film: Boyz II Men, End of the Road (nomination)
- Donne più desiderabili: Halle Berry (nomination)

## Adattamento televisivo
Dal 12 febbraio 2019 su BET, viene trasmessa una serie televisiva basata sul film, intitolata Boomerang e prodotta da Halle Berry.